# Szabó Sándor (jogász)
Szabó Sándor (Salgótarján, 1957. augusztus 11.–) jogász, ügyvéd, politikus, 2011 óta kormánymegbízottként majd  2022 óta főispánként a Nógrád Vármegyei Kormányhivatal vezetője.

## Tanulmányai
Középiskolai tanulmányait a salgótarjáni Bolyai János Gimnáziumban végezte. 1981-ben a szegedi JATE Állam- és Jogtudományi Karán szerzett jogi diplomát. 1984-ben jogi szakvizsgázott. 1991-ben kanadai ösztöndíjas volt

## Szakmai pályafutása
1981–1984 között ügyvédjelölt. 1984–1994, valamint 1996–2000 és 2003–2010 között ügyvédként tevékenykedett.
1995–1996 között a Dunaholding-Salgótarján Kft. ügyvezetője. 

## Politikai pályafutása
1990–1994 között Salgótarján Város Önkormányzatának önkormányzati képviselője, 1991-ben Salgótarján alpolgármestere. 1998-ban polgármester jelölt Salgótarjánban.
2000–2003 között a Nógrád Megyei Közigazgatási Hivatal vezetője. 2011-től a Nógrád Megyei Kormányhivatalt vezető kormánymegbízott. 2022-től Nógrád vármegye főispánja.
2011-től képviseli Magyarországot a Területi Kormányhivatalok Európai Szervezetének (European Association of State Territorial Representatives - EASTR) testületében és igazgatótanácsában.

## Díjai
- Nógrád Vármegye Díszpolgára (2024)[3]

## Családja
Elvált, egy gyermek édesapja

## Nyelvismerete
Angol nyelvből középfokú nyelvvizsgával rendelkezik.